# جيف بيرسون (قسيس)
جيف بيرسون (بالإنجليزية: Geoff Pearson)‏ هو قسيس بريطاني، ولد في 18 يوليو 1951.